# إلسي يوناس
إلسي يوناس (بالألمانية: Ilse Jonas)‏ هي رسامة ألمانية، ولدت في 29 مايو 1884 في برلين في ألمانيا، وتوفي بنفس المكان في 30 أبريل 1922.